# Giada Rossi
Giada Rossi (San Vito al Tagliamento, 24 agosto 1994) è una tennistavolista italiana.
Sportiva paralimpica, ha rappresentato la propria nazione in tre edizioni dei Giochi paralimpici, conquistando un oro e due bronzi.

## Carriera
Inizia la sua carriera sportiva da giovanissima frequentando i corsi di Minivolley a Zoppola (PN), dove vive.
Crescendo partecipa anche a campionati giovanili di pallavolo di buon livello sia a Zoppola che a Pordenone. Nel 2008, a 14 anni un incidente nella sua piscina la rende paraplegica e la costringe alla carrozzina.
Comincia allora la carriera di tennistavolista: partecipa nel 2013 ai suoi primi Campionati Italiani a Lignano Sabbiadoro dove di aggiudica un bronzo a squadre.
Nel 2015 ai Campionati giovanili a Varaždin, in Croazia, conquista la medaglia d’argento nel singolare e un oro a squadre in coppia con il giovanissimo Matteo Orsi.
A settembre 2015, al Torneo Internazionale a Ostrava, in Repubblica Ceca, vince la sua prima medaglia d’oro singolare oltre all'argento a squadre insieme alla Campionessa Italiana Clara Podda. In ottobre 2015, agli Europei di Vejle, in Danimarca arrivano altri due bronzi: uno nel singolo e l’altro a squadre con Michela Brunelli. Nel 2016 conquista il bronzo ai Campionati Italiani Master di Lignano Sabbiadoro.

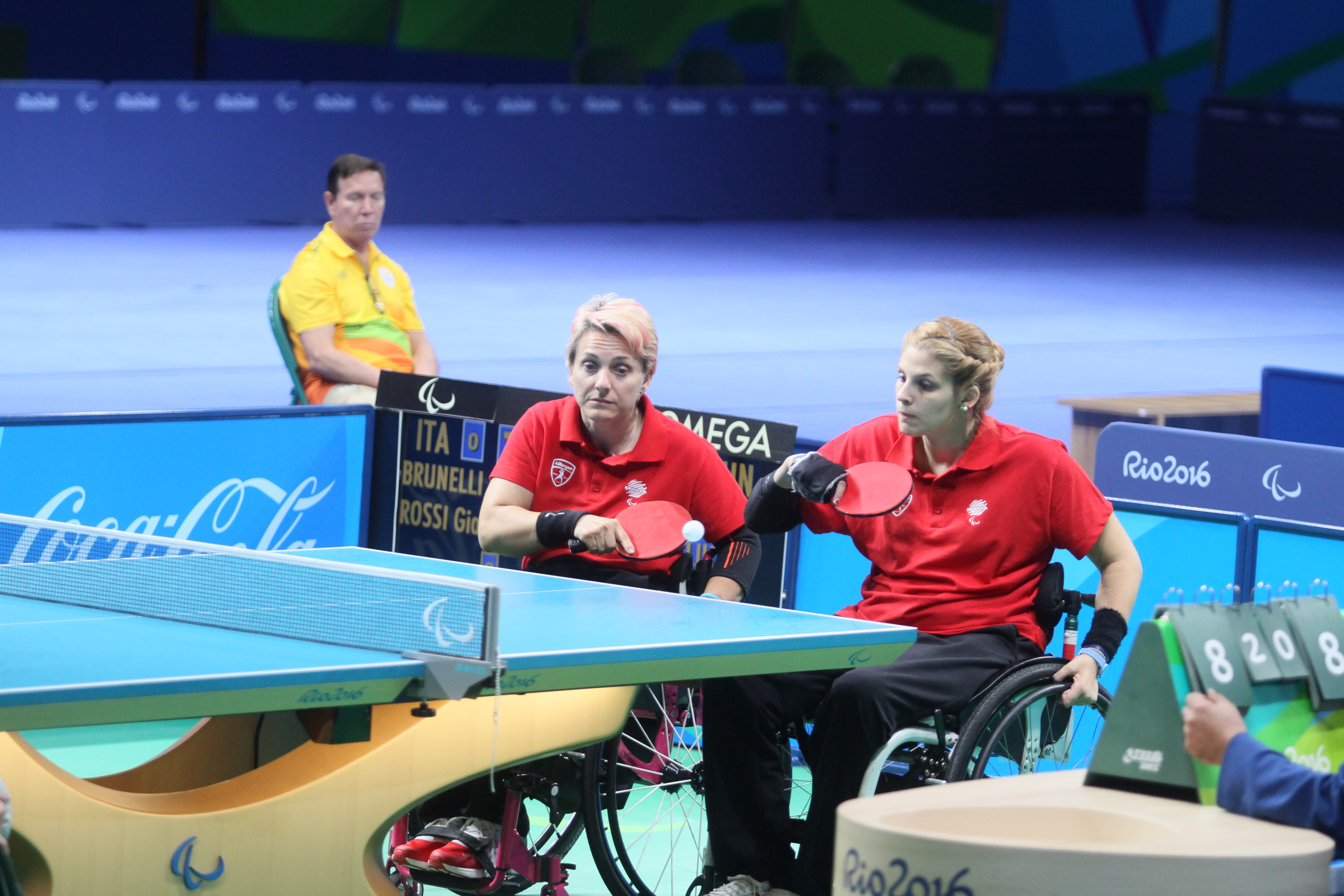
Michela Brunelli e Giada Rossi alle Paralimpiadi di Rio 2016

Il 12 settembre 2016 vince la medaglia di bronzo individuale nella categoria 1-2 alle paraolimpiadi di Rio de Janeiro in Brasile. Per questo motivo il 28 settembre 2016 è stata ricevuta dal Presidente della Repubblica Sergio Mattarella assieme a tutti i medagliati italiani presso i giardini del Quirinale.
Il 19 maggio 2017 diventa campionessa mondiale a squadre nella categoria femminile 1-3 a Bratislava, assieme a Michela Brunelli.
Nel 2021 vince la medaglia di bronzo in doppio insieme a Michela Brunelli durante le Paralimpiadi di Tokyo. Ai campionati mondiali paralimpici di Granada dell'anno successivo ha conquistato per l'Italia il titolo nel doppio di classe WD5 assieme a Michela Brunelli, battendo la squadra thailandese.
Nel 2024 si aggiudica la medaglia d'oro nel singolare alle Paralimpiadi di Parigi, battendo nell'atto finale la cinese Liu Jing, campionessa in carica.

## Palmarès
- Giochi paralimpici

Rio de Janeiro 2016: bronzo nel singolo categoria 1-2.
Tokyo 2020: bronzo nella prova a squadre categoria 1-2.
Parigi 2024: oro nel singolo categoria 1-2.

### Altre competizioni
2013
Campionati Italiani giovanili, Medaglia d'Argento;
Campionati Italiani Femminili, Medaglia di Bronzo;
Campionati Italiani nel doppio femminile con Pamela Pezzutto; Medaglia di Bronzo;
Partecipazione ai Campionati Europei di Lignano Sabbiadoro.
2014
Torneo Nazionale di Roma, Medaglia di Bronzo;
Campionessa Regionale Femminile (Cervignano del Friuli, Udine); (19 gennaio);
2º posto al Torneo Nazionale di Vicenza, (09 marzo);
Medaglia di Bronzo a squadra con Federica Cudia al Torneo Internazionale di Lignano Sabbiadoro; (19.23 marzo);
Campionati Italiani Giovanili, (Medaglia di Bronzo);
Campionati Italiani Femminili, Medaglia di Bronzo;
Campionati Italiani, Medaglia d'Argento nel doppio femminile con Federica Cudia;
Torneo Internazionale di Cluj (Romania), Medaglia d’Oro a squadra con Federica Cudia. (14 giugno);
IWAS WORLD JUNIOR GAME, Campionati Mondiali giovanili, a Stoke Mandeville (UK), Medaglia di Bronzo.
2015
Torneo nazionale di Vicenza, Medaglia d'Argento (14 febbraio);
Torneo Internazionale in Ungheria, Medaglia di Bronzo nel singolo classe 1-2 (13-15 marzo);
Torneo Internazionale in Ungheria Medaglia di Bronzo a squadre classe 1-5 (13-15 marzo);
Campionati Italiani (Campionessa Italiana) di Torino, Medaglia d’Oro nel singolo classe 2 (27 giugno);
Campionati Italiani femminili di Torino, Medaglia di Bronzo a squadre cl 1-5 (28 giugno);
Campionati Europei under 23 a Varazdin (Croazia), Medaglia d’Argento nel singolo classe 2-4 femminile (16-19 luglio);
Campionati Europei under 23 a Varazdin (Croazia), Medaglia d’Oro a squadre classe 1-5 misto con Matteo Orsi (16-19 luglio);
Torneo Internazionale di Ostrava (Repubblica Ceca), Medaglia d’Oro nel singolo classe 2  (25 settembre);
Torneo Internazionale di Ostrava (Repubblica Ceca); Medaglia d'Argento a squadre con Clara Podda, (26 settembre);
1° Trofeo Banca Popolare di Verona, Medaglia di Bronzo (04 ottobre);
Campionato Europeo Paralimpico a Vejle (Danimarca), Medaglia di Bronzo nel singolo classe 2 (14 ottobre);
Campionato Europeo Paralimpico a Vejle (Danimarca), Medaglia di Bronzo a squadre classe 3 (17 ottobre);
Torneo ITTF Belgio, Medaglia d'Argento nel singolo classe 2 (01 novembre);
Torneo ITTF Belgio, Medaglia d'Oro a squadre classe 5 (02 novembre).
2016
Torneo Internazionale Under 23 di Lignano Sabbiadoro (Udine). Bronzo nel singolo. Classe 1-2 (16 febbraio);
Torneo Internazionale di Lignano Sabbiadoro (Udine), Bronzo nel singolo di Classe 1-2 (18 febbraio);
Campionati Italiani Paralimpici di Lignano Sabbiadoro (Udine), Medaglia di Oro nel singolo di Classe 2 (01 aprile);
Campionati Italiani Paralimpici di Lignano Sabbiadoro (Udine), Medaglia di Bronzo a squadre con Allegra Magenta (03 aprile);
Campionati Italiani Paralimpici di Lignano Sabbiadoro (Udine),  5º posto nel doppio Misto con Giuseppe Vella (03 aprile);
Slovenia Open – Lasko (Slovenia), Medaglia d'Oro nel singolo classe 1-2  (05 maggio);
Slovenia Open – Lasko (Slovenia), Medaglia d'Oro nel doppio classe 1-2 (07 maggio);
Slovakian Open – Bratislava (Slovacchia), Medaglia di Bronzo nel singolo classe 1-2 (12 maggio);
Open di Romania (Cluj Napoca), 4º posto nel singolo di classe 1-2 (24 giugno);
Copa Tango (Argentina),Medaglia d'Oro nel singolo di classe 1-2 (26 novembre).